# Alberto De la Torre
Alberto De la Torre (29 maggio 1965) è un ex giocatore di calcio a 5 spagnolo.

## Carriera
Ha disputato 10 incontri con la nazionale spagnola, mettendo a segno 2 reti.

## Palmarès
- Campionato spagnolo: 3
Interviú: 1989-90, 1990-91
Marsanz: 1992-93